# Deh Sīrī
Deh Sīrī (persiska: دِه سِرِشك, ده سيری) är en ort i Iran.   Den ligger i provinsen Kohgiluyeh och Buyer Ahmad, i den centrala delen av landet, 500 km söder om huvudstaden Teheran. Deh Sīrī ligger 1 630 meter över havet och antalet invånare är 149.
Terrängen runt Deh Sīrī är kuperad åt sydost, men åt nordväst är den bergig. Runt Deh Sīrī är det ganska tätbefolkat, med 75 invånare per kvadratkilometer. Närmaste större samhälle är Mārgown, 18,8 km öster om Deh Sīrī. Omgivningarna runt Deh Sīrī är i huvudsak ett öppet busklandskap.